# 金峰路街道
金峰路街道，是中华人民共和国青海省海西蒙古族藏族自治州格尔木市下辖的一个乡镇级行政单位。

## 行政区划
金峰路街道下辖以下地区：
金北社区、杨树巷社区、昆仑北路社区、金南社区和园林社区。